# 田中みどり
田中 みどり（たなか みどり）は、日本の陸上競技選手。1954年アジア競技大会において200mで金メダルを獲得し、4 × 100 mリレーで銀メダルを獲得した。
日本陸上競技選手権大会においては、100mを1954年から1956年まで3連覇した。200mは1951年に優勝し、1954年から1956年まで3連覇している。
1950年時点においては鹿児島市立鹿児島玉龍高等学校所属、1951年時点においては鹿児島陸協会所属、1952年時点においては鹿児島大学所属、1953年時点においては鹿児島所属となり、1954年から1956年時点においては南日本新聞所属。